# سامانه تصویربرداری گسیل گرمایی

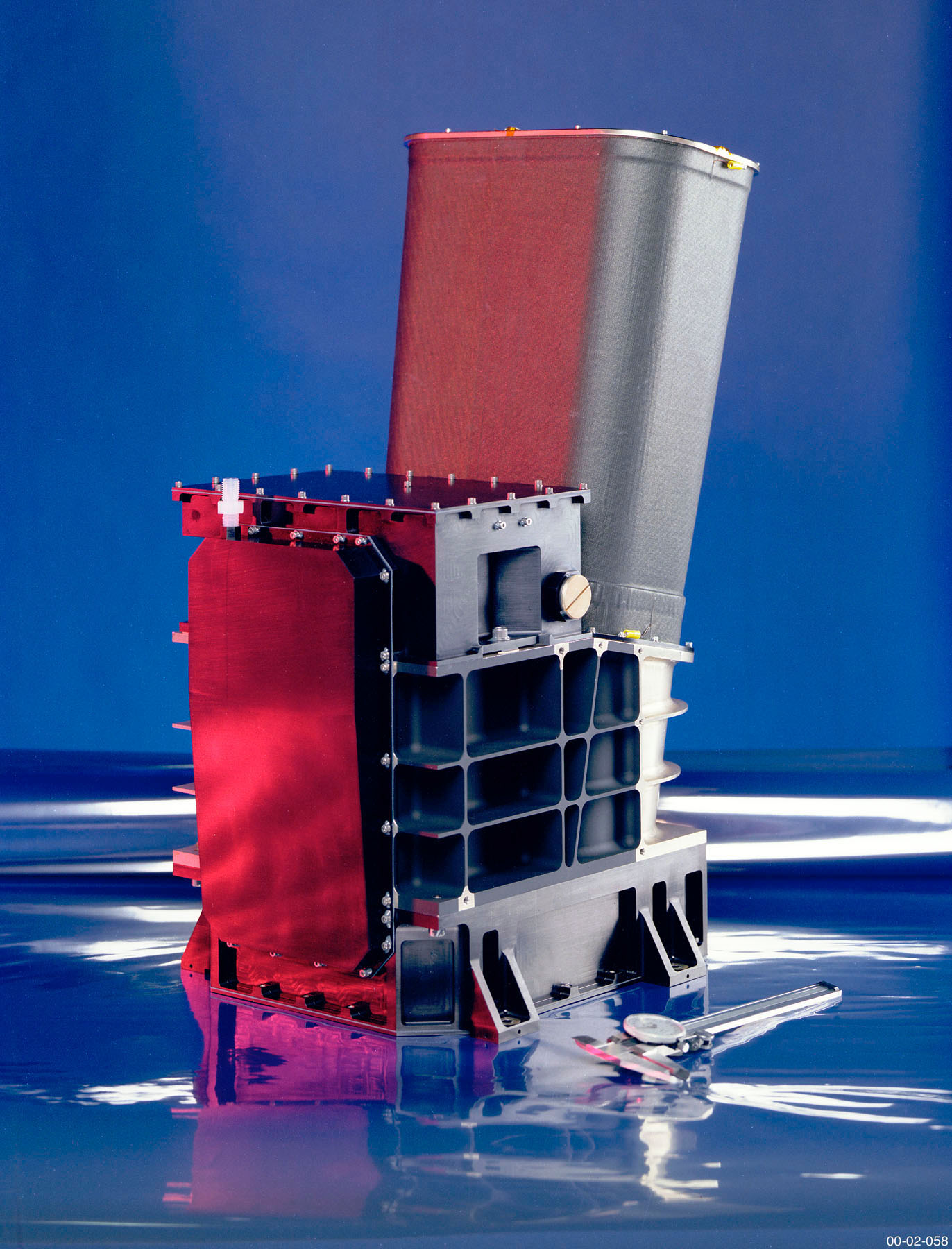
ابزار تمیس پیش از نصب بر روی مدارگرد مارس ادیسی ۲۰۰۱.

سامانه تصویربرداری گسیل گرمایی (انگلیسی: Thermal Emission Imaging System) که به اختصار تمیس (THEMIS) نیز نامیده می‌شود، دوربینی است که بر روی مدارگرد مارس ادیسی ۲۰۰۱ نصب شده‌است. این ابزار از سیاره مریخ در بازه‌های مرئی و فروسرخ طیف الکترومغناطیسی به منظور تعیین ویژگی‌های گرمایی سطح سیاره و شناسایی پراکندگی کانی‌های شناسایی‌شده توسط طیف‌سنج گسیل گرمایی (TES) در سطح مریخ تصویربرداری می‌کند. همچنین این سامانه به دانشمندان در مطالعه کانی‌شناسی و زمین‌چهرهای و شناسایی و جستجوی تفتگاه‌های گرمایی زیرسطحی مریخ کمک می‌کند.
تمیس تحت مدیریت برنامه تسهیلات پرواز فضایی مریخ در دانشگاه ایالتی آریزونا است و توسط بخش سنجش از دور سانتا باربارا در شرکت ریتیان تکنالوجیز ساخته شده که یک کورپوریشن چندملیتی است که دفتر مرکزی آن در والتهام، ماساچوست قرار دارد. این ابزار به نام تمیس، خدای عدالت در اساطیر یونانی نام‌گذاری شده‌است.